# Begonia suborbiculata
Begonia suborbiculata é uma espécie de Begonia nativa da ilha Palawan, nas Filipinas.